# Parkinsonia scioana
Parkinsonia scioana є видом квіткових рослин із родини Fabaceae. Його батьківщиною є Джибуті, Ефіопія, Кенія, Сомалі. Це кущ або дерево, яке росте переважно в сезонно сухих тропічних біомах.